# Statistiche e record dell'Udinese Calcio
Dati aggiornati al 22 gennaio 2025.

## Statistiche di squadra

### Partecipazione ai campionati
| Livello | Categoria             | Partecipazioni | Debutto | Ultima stagione | Totale |
| ------- | --------------------- | -------------- | ------- | --------------- | ------ |
| 1º      | Prima Categoria       | 5              | 1913-14 | 1921-22         | 58     |
| 1º      | Prima Divisione       | 2              | 1922-23 | 1925-26         | 58     |
| 1º      | Serie A               | 52             | 1950-51 | 2024-25         | 58     |
| 2º      | Seconda Divisione     | 2              | 1923-24 | 1924-25         | 23     |
| 2º      | Prima Divisione       | 2              | 1926-27 | 1927-28         | 23     |
| 2º      | Serie B-C Alta Italia | 1              | 1945-46 | 1945-46         | 23     |
| 2º      | Serie B               | 18             | 1930-31 | 1994-95         | 23     |
| 3º      | Prima Divisione       | 5              | 1928-29 | 1934-35         | 24     |
| 3º      | Serie C               | 19             | 1935-36 | 1977-78         | 24     |

## Statistiche individuali

### Lista dei capitani
| Calciatore            | Ruolo | Stagioni al club                 | Stagioni da capitano      | Presenze | Reti |
| --------------------- | ----- | -------------------------------- | ------------------------- | -------- | ---- |
| …                     |       |                                  |                           |          |      |
| Walter D'Odorico      | A     | 1929-1933 e 1939-1948            | 1945-1948 (3)             | 217      | 109  |
| Severino Feruglio     | D     | 1939-1946 e 1947-1952            | 1948-1952 (4)             | 261      | 7    |
| Luigi Zorzi           | D     | 1952-1957                        | 1956-1957 (1)             | 155      | 22   |
| Enzo Menegotti        | C     | 1956-1961                        | 1957-1961 (4)             | 154      | 37   |
| Bengt Lindskog        | C     | 1956-1958                        | 1957-1958 (1)             | 58       | 28   |
| Lorenzo Bettini       | A     | 1954-1955 e 1957-1961            | 1958-1961 (3)             | 157      | 67   |
| Renato Valenti        | D     | 1955-1964                        | 1961-1964 (4)             | 231      | 1    |
| Franco De Cecco       | C     | 1961-1962 e 1963-1969            | 1964-1969 (5)             | 192      | 36   |
| Pietro Zampa          | D     | 1962-1974                        | 1969-1974 (5)             | 328      | ?    |
| Ido Sgrazzutti        | D     | 1966-1968 e 1973-1976            | 1974-1976 (2)             | 173      | 2    |
| Marino Bracchi        | C     | 1976-1977                        | 1976-1977 (1)             | 36       | 2    |
| Elio Gustinetti       | A     | 1975-1978                        | 1977-1978 (1)             | 108      | 7    |
| Franco Bonora         | D     | 1970-1975 e 1977-1979            | 1978-1979 (1)             | 212      | 12   |
| Valentino Leonarduzzi | C     | 1970-1971 e 1977-1980            | 1979-1980 (2)             | 108      | 1    |
| Fulvio Fellet         | D     | 1978-1981                        | 1980-1981 (1)             | 96       | 0    |
| Franco Causio         | C     | 1981-1984                        | 1981-1984 (3)             | 83       | 11   |
| Zico                  | A     | 1983-1985                        | 1984-1985 (1)             | 39       | 22   |
| Edinho                | D     | 1982-1987                        | 1985-1986 (1)             | 138      | 22   |
| Dino Galparoli        | D     | 1981-1990                        | 1986-1987 e 1988-1989 (2) | 264      | 8    |
| Giuseppe Dossena      | C     | 1987-1988                        | 1987-1988 (1)             | 28       | 6    |
| Ricardo Gallego       | C     | 1989-1990                        | 1989-1990 (1)             | 30       | 2    |
| Luca Mattei           | C     | 1989-1993                        | 1990-1991 (1)             | 132      | 13   |
| Giuliano Giuliani     | P     | 1990-1993                        | 1991-1992 (2)             | 76       | -76  |
| Néstor Sensini        | D     | 1989-1993 e 2002-2006            | 1992-1993 (2)             | 240      | 15   |
| Marco Branca          | A     | 1986-1987, 1988-1990 e 1992-1994 | 1993-1994 (1)             | 131      | 37   |
| Alessandro Calori     | D     | 1991-1999                        | 1994-1999 (5)             | 257      | 10   |
| Valerio Bertotto      | D     | 1993-2006                        | 1999-2006 (7)             | 336      | 3    |
| Giampiero Pinzi       | C     | 2000-2008 e 2010-2015            | 2006-2008 (2)             | 305      | 17   |
| Antonio Di Natale     | A     | 2004-2016                        | 2008-2016 (8)             | 385      | 191  |
| Danilo                | D     | 2011-2018                        | 2016-2018 (2)             | 244      | 9    |
| Valon Behrami         | C     | 2017-2019                        | 2018-2019 (1)             | 32       | 2    |
| Kevin Lasagna         | A     | 2017-2021                        | 2019-2021 (2)             | 118      | 30   |
| Rodrigo de Paul       | C     | 2016-2021                        | 2021 (1)                  | 177      | 33   |
| Bram Nuytinck         | D     | 2017-2023                        | 2021-2022 (1)             | 133      | 3    |
| Roberto Pereyra       | C     | 2011-2014 e 2020-                | 2022-2023 e 2023-2024 (2) | 203      | 25   |
| Walace                | C     | 2019-2024                        | 2023 (1)                  | 142      | 3    |
| Florian Thauvin       | A     | 2023-                            | 2024- (1)                 | 59       | 10   |

### Presenze in partite ufficiali
in grassetto i calciatori ancora in squadra
| Campionato - 385 Antonio Di Natale (2004-2016) - 336 Valerio Bertotto (1993-2006) - 328 Pietro Zampa (1962-1974) - 305 Giampiero Pinzi (2000-2008, 2010-2015) - 280 Luigi Zorzi (1936-1942, 1949-1956) - 264 Dino Galparoli (1981-1990) - 263 Severino Feruglio (1939-1946, 1947-1949) - 257 Alessandro Calori (1991-1999) - 244 Danilo (2011-2018) - 240 Néstor Sensini (1989-1993, 2002-2006) | Coppa Italia - 45 Dino Galparoli (1981-1990) - 35 Valerio Bertotto (1993-2006) - 33 Paolo Miano (1980-1987) - 24 Edinho (1982-1987) 24 Giampiero Pinzi (2000-2001, 2003-2006, 2011-2014) - 23 Fabio Brini (1983-1988) 23 Alessandro Calori (1991-1999) 23 Antonio Di Natale (2004-2016) 23 Massimo Storgato (1985-1987, 1988-1989) - 22 Felipe (2002-2010, 2015-2017) | In competizioni internazionali (*) - 37 Antonio Di Natale (2004-2006, 2008-2009, 2011-2014) - 32 Valerio Bertotto (1997-2001, 2003-2006) - 29 Maurizio Domizzi (2008-2009, 2011-2014) - 26 Giampiero Pinzi (2000-2001, 2003-2006, 2011-2014) - 23 Danilo (2011-2014) - 22 Samir Handanovič (2004-2005, 2008-2009, 2011-2012) 22 Luigi Turci (1997-2001) - 21 Giuliano Giannichedda (1997-2001) 21 Giovanni Pasquale (2008-2009, 2011-2013) - 20 Christian Obodo (2005-2006, 2008-2009) |

| In Serie A - 385 Antonio Di Natale (2004-2016) - 323 Valerio Bertotto (1993-2006) - 305 Giampiero Pinzi (2000-2008, 2010-2015) - 244 Danilo (2011-2018) - 203 Roberto Pereyra (2011-2014, 2020-2024) - 197 Felipe (2002-2010, 2015-2017) - 194 Morgan De Sanctis (1999-2007) - 193 Dino Galparoli (1981-1987, 1989-1990) - 186 Alessandro Calori (1992-1994, 1995-1999) - 184 Martin Jørgensen (1997-2004) | Serie B - 167 Walter D'Odorico (1930-1932, 1940-1943, 1946-1948) - 163 Antonio Bertoli (1939-1943, 1946-1948) 163 Severino Feruglio (1939-1943, 1947-1948, 1949-1950) - 129 Luigi Zorzi (1939-1942, 1949-1950, 1955-1956) - 114 Ramiro Gremese (1939-1943, 1946-1948) - 96 Attilio Gallo (1939-1942) - 90 Giovanni Clocchiatti (1939-1943) - 87 Marco Barbot (1939-1943) - 74 Abel Balbo (1990-1992) - 72 Néstor Sensini (1990-1992) 72 Vasco Tagliavini (1962-1964) | Serie C - 322 Pietro Zampa (1964-1974) - 197 Franco Bonora (1970-1975, 1977-1978) - 173 Giovanni Galeone (1966-1973) 173 Ido Sgrazzutti (1966-1968, 1973-1976) - 154 Adriano Fedele (1964-1970) - 130 Sergio Politti (1971-1975) - 129 Bruno Mantellato (1962-1964, 1965-1969) - 118 Giorgio Blasig (1966-1969, 1972-1973) - 115 Vittorio Caporale (1967-1971) - 107 Adriano Zanier (1972-1975) |

### Marcature in partite ufficiali
| Campionato - 191 Antonio Di Natale (2004-2016) - 109 Walter D'Odorico (1929-1933, 1939-1948) - 67 Lorenzo Bettini (1954-1955, 1957-1961) - 65 Abel Balbo (1989-1993) - 58 Vincenzo Iaquinta (2000-2007) - 57 Oliver Bierhoff (1995-1998) - 54 Giorgio Blasig (1966-1969, 1972-1973) - 50 Paolo Poggi (1994-2000) - 40 Giuseppe Secchi (1955-1957) - 39 Roberto Muzzi (1999-2003) 39 Paolo Tabanelli (1937-1940) | In Coppa Italia - 19 Antonio Di Natale (2004-2016) - 10 David Di Michele (2001-2002, 2004-2006) - 8 Zico (1983-1985) - 7 Andrea Carnevale (1984-1986, 1993-1994, 1995-1996) 7 Antonio De Vitis (1988-1991) - 6 Manuel Gerolin (1980-1985) - 5 Marco Branca (1986-1987, 1988-1990, 1992-1994) 5 Franco Causio (1981-1984) 5 Edinho (1982-1987) 5 Vincenzo Iaquinta (2000-2007) 5 Massimo Margiotta (1999-2001) 5 Cyril Théréau (2014-2017) | In competizioni UEFA - 17 Antonio Di Natale (2004-2006, 2008-2009, 2011-2014) - 9 Roberto Sosa (1998-2001) - 8 Fabio Quagliarella (2008-2009) - 6 Vincenzo Iaquinta (2000-2001, 2003-2006) - 5 Roberto Muzzi (1999-2001) - 4 Massimo Margiotta (1999-2001) - 3 Barreto (2011-2013) 3 Antonio Floro Flores (2008-2009, 2011-2012) 3 Johan Walem (1997-1999, 2000) - 2 10 calciatori |

| Serie A - 191 Antonio Di Natale (2004-2016) - 67 Lorenzo Bettini (1954-1955, 1957-1961) - 58 Vincenzo Iaquinta (2000-2007) - 57 Oliver Bierhoff (1995-1998) - 39 Amoroso (1996-1999) 39 Roberto Muzzi (1999-2003) 39 Paolo Poggi (1995-2000) - 35 Cyril Théréau (2014-2017) - 34 Roberto Sosa (1998-2002) - 33 Marco Branca (1986-1987, 1989-1990, 1992-1994) 33 Rodrigo de Paul (2016-2021) | Serie B - 81 Walter D'Odorico (1930-1932, 1940-1943, 1946-1948) - 33 Abel Balbo (1990-1992) - 22 Antonio Bertoli (1939-1943, 1946-1948) 22 Silvano Pravisano (1946-1948) 22 Giuseppe Secchi (1955-1956) - 19 Stelio Darin (1949-1950) - 18 Luigi Zorzi (1939-1942, 1949-1950, 1955-1956) - 16 Antonio De Vitis (1988-1989, 1990-1991) 16 Claudio Vagheggi (1978-1979, 1987-1989) - 15 Per Bredesen (1955-1956) 15 Nerio Ulivieri (1978-1979) | Serie C - 54 Giorgio Blasig (1966-1969, 1972-1973) - 32 Franco De Cecco (1964-1969) - 30 Claudio Pellegrini (1976-1978) - 28 Bruno Mantellato (1965-1969) 28 Paolo Tabanelli (1937-1939) - 24 Vanni Peressin (1973-1975) - 17 Antonio Bordon (1971-1972) 17 Nerio Ulivieri (1977-1978) - 16 Dino D'Alessi (1974-1977) - 16 Giovanni Galeone (1966-1974) |

### Panchine degli allenatori
| Campionato - 244 Giuseppe Bigogno (1953-1958, 1959-1960, 1967-1968) - 201 Luigi Comuzzi (1965-1967, 1967-1968, 1971-1973, 1974-1975) - 186 Francesco Guidolin (1998-1999, 2010-2014) - 117 Luciano Spalletti (2001, 2002-2005) - 114 Aldo Olivieri (1948-1950, 1952-1953) - 106 Pasquale Marino (2007-2009, 2010) - 105 Enzo Ferrari (1980, 1981-1984) - 102 Alberto Zaccheroni (1995-1998) - 101 Luigi Miconi (1937-1939, 1941-1942, 1958) - 88 Massimo Giacomini (1973, 1977-1979, 1987) | In competizioni UEFA - 24 Francesco Guidolin (1998-1999, 2011-2014) - 18 Luigi De Canio (1999-2001) - 12 Pasquale Marino (2008-2009) - 8 Serse Cosmi (2005-2006) - 6 Corrado Orrico (1979-1980) - 4 Loris Dominissini (2006) 4 Luciano Spalletti (2003-2005) 4 Alberto Zaccheroni (1997-1998) - 3 Luigi Bonizzoni (1961) - 2 Enzo Menegotti (1961) |

| In Serie A - 186 Francesco Guidolin (1998-1999, 2010-2014) - 172 Giuseppe Bigogno (1953-1955, 1956-1958, 1959-1960) - 117 Luciano Spalletti (2001, 2002-2005) - 106 Pasquale Marino (2007-2009, 2010) - 105 Enzo Ferrari (1980, 1981-1984) - 102 Alberto Zaccheroni (1995-1998) - 82 Luca Gotti (2019-2021) - 69 Guido Testolina (1950-1952) - 66 Luigi De Canio (1999-2001, 2016) - 63 Severino Feruglio (1951-1952, 1959-1960) | Serie B - 61 Nedo Sonetti (1987-1989) - 43 Massimo Giacomini (1977-1978, 1987) - 42 Alberto Eliani (1962-1963) 42 Vittorio Faroppa (1946-1947) 42 Aldo Olivieri (1949-1950) - 34 Giuseppe Bigogno (1955-1956) 34 István Fögl (1931-1932) 34 Luigi Miconi (1941-1942) 34 Vittorio Faroppa (1946-1947) 34 Eugen Payer (1939-1940) 34 Imre Payer (1930-1931) 34 Armando Segato (1963-1964) | Serie C - 201 Luigi Comuzzi (1965-1967, 1967-1968, 1971-1973, 1974-1975) - 56 Luigi Miconi (1937-1939) 56 Humberto Rosa (1975-1976) - 46 Paolo Tabanelli (1969-1970) - 45 Massimo Giacomini (1973, 1978-1979) - 41 Sergio Manente (1973-1974) - 38 Giuseppe Bigogno (1955-1956) 38 Romolo Camuffo (1968-1969) 38 Livio Fongaro (1976-1977) 38 Aldo Olivieri (1948-1949) |